# Odoardo I. Farnese
Odoardo I. Farnese (28. dubna 1612, Parma, Parmské vévodství – 11. září 1646, Parma, Parmské vévodství) byl vévodou z Parmy, Piacenzy a Castra od roku 1622 do roku 1646.

## Životopis
Odoardo byl nejstarší legitimní syn Ranuccia I. Farnese a Markéty Aldobrandini. Poté, co byl Ranucciův nelegitimní syn, kterého Ranuccio, jehož manželství bylo dlouho bezdětné, prohlásil za vlastního a tedy byl Odoardovým potenciálním rivalem Ottavio Farnese (1598–1643) uvězněn, dědicem vévodství se stal on. Vzhledem k nízkému věku vládl za něho po dva roky jako regent jeho strýc Odoardo Farnese a po jeho smrti pak jeho matka Markéta Aldobrandini.
V roce 1628 dospěl a ve stejném roce se oženil s Markétou Medicejskou, dcerou velkovévody Toskánska Cosima II. Medicejského. Jeho prvním rozhodnutím jako vévody bylo uzavření spojenectví s Francií v roce 1633, což byl krok, který měl čelit španělské převaze v severní Itálii a také doufal ve francouzskou podporu svých územních ambicí. Požádal také o půjčky na modernizaci armády, ale jeho první střety nebyly úspěšné: Piacenza byla obsazena španělskými jednotkami a Odoardova armáda byla poražena Františkem I. Francouzským. Španělská vojska obsadila vévodství a zpustošila krajinu, ale nepokusila se obléhat města. Při absenci francouzské pomoci byl Odoardo přesvědčen papežem Urbanem VIII., aby v roce 1637 podepsal se Španělskem mírovou dohodu.
Castro bylo území udělené rodině Farnesi papežem Urbanem VIII. jako léno papežského státu. Agresivní politika Odoarda v Castru se rodině Barberini nelíbila a přáli si území znovu získat. (Rodina Barberini byla rodina Urbana VIII.) V roce 1641 se situace vyhrotila tak, že se papež rozhodl Odoarda exkomunikovat. Odoardo přesto místo smíru hledal spojenectví s Benátkami, Florencií a vévodstvím Modena a napadl se 7 000 vojáky severní Lazio. Jeho armáda složená převážně z kavaléristů nebyla schopna získat Castro obléháním. Přesto, že Odoardova armáda byla prakticky zničena a vévoda papeži vzdoroval, v roce 1644 mu bylo město Castro vráceno a Odoardo se s římskokatolickou církví a především s papežem usmířil a znovu byl přijat do církve.
Odoardo zemřel náhle v Piacenze, svém oblíbeném sídle, 11. září 1646.

## Děti a manželství
Odoardo Farnese se oženil s Markétou Medicejskou 11. října 1628 a měli spolu následující potomky:
Potomci:
- Caterina (*/† 2. října 1629)
- Ranuccio II Farnese (17. září 1630 – 11. prosince 1694), 6. vévoda z Parmy, Piacenzy a Castra,
⚭ 1660 Markéta Jolanda Savojská (15. listopadu 1635 – 29. dubna 1663)
⚭ 1663 Isabela d'Este (3. října 1635 – 21. srpna 1666)
⚭ 1667 Marie d'Este (8. prosince 1644 – 20. srpna 1684)
- Maria Maddalena (c.1633/1638–1693)
- Alexander (10. ledna 1635 – 18. února 1689), princ z Parmy, generál španělské armády a guvernér habsburského Nizozemska od roku 1678 do roku 1682, zemřel svobodný, ale měl několik nelegitimních potomků
- Orazio (24. ledna 1636 – 2. listopadu 1656)
- Caterina (3. září 1637 – 24. dubna 1684), karmelitánská jeptiška
- Pietro (4. dubna 1639 – 4. března 1677)
- Ottavio (5. ledna 1641 – 4. srpna 1641)